# 恋がしたい恋がしたい恋がしたい
『恋がしたい恋がしたい恋がしたい』（こいがしたい こいがしたい こいがしたい）は、2001年7月1日から9月16日まで毎週日曜日21:00 - 21:54に、TBS系列の「東芝日曜劇場」枠で放送された日本のテレビドラマ。略称は『恋恋恋』や『恋×3』。主演は渡部篤郎。

## ストーリー
孤独感を内に秘め「恋をしたい!」と心から願う、世代も職業もまったく違う男女7人の恋愛模様を描いている。
赤井涼介（渡部篤郎）は、結婚式前に婚約者が行方不明になってしまい、落ち込んでいた。牛丼屋に来ていた赤井は、牛丼を食べている永島蜜柑（菅野美穂）に、本来婚約者にプレゼントするはずだった赤い靴を渡す。その日は婚約者の誕生日だったのだ。そしてそれは蜜柑がずっと前から欲しかったものであった。奇しくもその日は蜜柑の誕生日でもあった。それを受け取った蜜柑は、涼介との出会いを運命的に感じて…。

## キャスト
メインキャスト7人の氏名には虹を構成する色の名前が入っており、また7人の名前（蜜柑は苗字）のイニシャルを並べるとRAINBOW（虹）となる。
赤井涼介
演 - 渡部篤郎
女子高校の教師。生徒からの印象は「説教くさい」。交際してきた女性とはことごとくフラレ続け、結婚式の寸前で相手に突然キャンセルされてしまう中、藍と蜜柑に出会う。
羽田藍
演 - 水野美紀
実業家の令嬢であるが、数年前に家を飛び出し昼はエステティシャン、夜はホステスと働きづめの毎日。感情の起伏が激しい。紫村と交際していると本人は認識しているのだが、紫村との関係がギクシャクしていたときに涼介と出会い惹かれていく。
永島蜜柑
演 - 菅野美穂
ホテルの従業員。内気な性格であまり人と話そうとしない。ある日突然涼介に一目ぼれすると、涼介の住居を突き止め、合鍵まで入手してしまう。
紫村一郎
演 - 及川光博
恋愛小説のベストセラー作家で、テレビのバラエティ番組の司会を務めるタレントでもある。女性にもてるが、女性との関係において飽きっぽい性格でもある。そんな本人が手がけた作品には、ある重大な秘密があった。
青島渉
演 - 山田孝之
成績がよく、クラスでも真面目と評判の高校3年生。幼いころに両親が離婚し、母親はすぐに再婚。そんな母と継父と暮らしている。母にある種の嫌悪感を抱きつつ日々暮らしていく中、伝言ダイヤルである女性と知り合う。
黄田織江
演 - 岡江久美子
夫（雪夫）と2人の子供（夕雨子・正晴）のいる専業主婦。日々の家事に追われる単調な生活の中で、買い物の途中で渡されたティッシュの裏にあった伝言ダイヤルのチラシを見つけ、「航空会社の客室乗務員」と身分を偽って利用する。
緑川文平
演 - 所ジョージ
大手牛丼チェーン「すき家」のオーナー店長。誰にでも優しく接し、まじめに仕事に取り組んでいる。10年前に離婚して一人暮らし。一人息子に会えない寂しさを抑えつつ、いつかは自分の店（パン屋）を持つ夢を抱いている。
黒木レイ子
演 - 小雪
涼介の婚約者。涼介との結婚を5日前に控えて、親にも言えなかったファッションモデルになる夢をかなえるために、黙ってパリへと旅立つ。
永島春江
演 - 白川由美
蜜柑の母親。女でひとつで一人娘・蜜柑を育てあげる。何事にも気丈に振舞ってきたが、少しずつ病魔が忍び寄っていた。
黒木源太郎
演 - 大林丈史
レイ子の父。
黄田雪夫
演 - 矢島健一
織江の夫。
黄田夕雨子
演 - 猪俣ユキ
織江の娘。
黄田正晴
演 - 渋谷謙人
織江の息子。
青島則子
演 - 清水めぐみ
渉の母。
紫村一郎の亡くなった親友の元恋人
演 - 洞口依子
涼介の学級の生徒（夕雨子の同級生）たち
演 - 三村恭代、渡辺蘭ほか
渉と夕雨子が補導された警察署の刑事
演 - 武野功雄
紫村の盗作のニュースを読み上げるキャスター
演 - 秋沢淳子
その他
演 - 藤木孝、半海一晃、林和義、岩橋道子、久保内亜紀、中田優子、今橋かつよ、澤口夏奈子、賀屋直子、宮西乃愛、武田滋裕、富永研司、不破まり花、竹原美和、広重玲子、水澤真子、てらだちなつ、野仲功、五森大輔、中村泰三、矢沢幸治、金澤江美、鈴木のり、横須賀まりこ、斎藤静香、安達香代子、本田清澄、松本じゅん、西村大介、市瀬理都子、高島優子、武川修三、森みつえ、浅倉里美、田島知佳、瑞沢恵美、竹内文子、田中啓三、森喜行、牧原一茂、友松タケホ、村上栄、渡辺健一、白木隆史、熊谷圭、下村彰宏、大滝竜二、伊方勝、清水邦彦、本城雄太郎、森山米次、植村りんこ、藤扇里、島邑みか、しのへけい子、辻義人
補足
ストーリーや人物紹介については、東京放送（TBSテレビ）編成局宣伝部発行「ラブリー6（L6 : LOVERY SIX）」第141号（2001 Summer Issue）での記事を、実際の放送内容にあわせて改変したもの。

## スタッフ
- 脚本 - 遊川和彦
- 演出 - 片山修、吉田健、梶原紀尚
- プロデューサー - 八木康夫
- 音楽 - 若草恵
- 制作 - TBSエンタテインメント（現・TBSテレビ）
- 製作 - TBS

## 音楽
カーペンターズ（Carpenters）の未発表曲が採用され、これを機に最新のオリジナルアルバム『レインボウ・コネクション〜アズ・タイム・ゴーズ・バイ（As Time Goes By）』が2001年8月に日本独占発売された(2004年に世界発売)。7月に表題曲のシングルカットがMD配信（マルチメディアキヨスク）とマキシシングルで先行発売されている。1995年のTBSドラマ『未成年』で「青春の輝き」などが採用されたことから発売された日本独自のベスト盤も2001年の同時期に再発され、2年後の2003年には累計300万枚を突破した。
主題歌
「レインボウ・コネクション(The Rainbow Connection)」
カレンの残された音源を元にリチャードの手で1999年に作り出された楽曲であり、本作の主題歌で日の目を見た。
挿入歌
「リーヴ・イエスタデイ・ビハインド(Leave Yesterday Behind)」

## 放送日程
| 第1話            | 7月1日  | 片山修   | 21.9% |
| 第2話            | 7月8日  | 片山修   | 18.4% |
| 第3話            | 7月15日 | 吉田健   | 16.3% |
| 第4話            | 7月22日 | 吉田健   | 18.8% |
| 第5話            | 8月5日  | 片山修   | 15.7% |
| 第6話            | 8月12日 | 片山修   | 15.3% |
| 第7話            | 8月19日 | 梶原紀尚 | 16.4% |
| 第8話            | 8月26日 | 吉田健   | 15.1% |
| 第9話            | 9月2日  | 片山修   | 15.4% |
| 第10話           | 9月9日  | 梶原紀尚 | 18.4% |
| 最終話           | 9月16日 | 片山修   | 18.7% |
| 平均視聴率 17.5% |         |          |       |

## その他
- 本作はハイビジョン撮影で製作されたものであるが、本放送当時は地上デジタル放送はまだ開始されていなかったため、標準画質およびサイドカット（画面の上下に黒い部分を出さないようにする）した状態で放送された。2008年10月にCSTBSチャンネルがハイビジョン放送を開始したことに伴い、同月中に初めてハイビジョン画質で放送された。
- 7人の主要登場人物の役名には、虹の7色が使われている。
- 本作の製作にあたってすき家（株式会社ゼンショー）の協力を得ている。ドラマで登場する店舗は、すき家葛西南店（東京都江戸川区南葛西2-2-2）で行われた。
- 涼介の愛車はルノー・ルーテシアである。